# Eurakoski
Eurakoski är en tätort (finska: taajama) i Eura kommun i landskapet Satakunta i Finland. Fram till 2008 var Eurakoski centralorten för Kiukais kommun. Vid tätortsavgränsningen den 31 december 2021 hade Eurakoski 738 invånare och omfattade en landareal av 3,34 kvadratkilometer.